# Gobius strictus
Gobius strictus és una espècie de peix de la família dels gòbids i de l'ordre dels perciformes. Els adultss poden assolir els 6,5 cm de longitud. Es troba a Mallorca, Melilla, el Marroc i a Korcula (Croàcia).